# Бретиње
Бретиње (фр. Bretigney) насеље је и општина у источној Француској у региону Франш-Конте, у департману Ду која припада префектури Монбелијар.
По подацима из 2011. године у општини је живело 82 становника, а густина насељености је износила 44,81 становника/km². Општина се простире на површини од 1,83 km². Налази се на средњој надморској висини од 370 метара (максималној 455 m, а минималној 355 m).

## Демографија
| 1962. | 1968. | 1975. | 1982. | 1990. | 1999. | 2011. |
| ----- | ----- | ----- | ----- | ----- | ----- | ----- |
| 43    | 45    | 44    | 40    | 58    | 68    | 82    |

График промене броја становника у току последњих година